# Günter Dach
 Günter Dach  (* 27. August 1915 in Berlin; † 25. Juli 2010 ebenda) war ein deutscher Journalist und Politiker (CDU).

## Leben

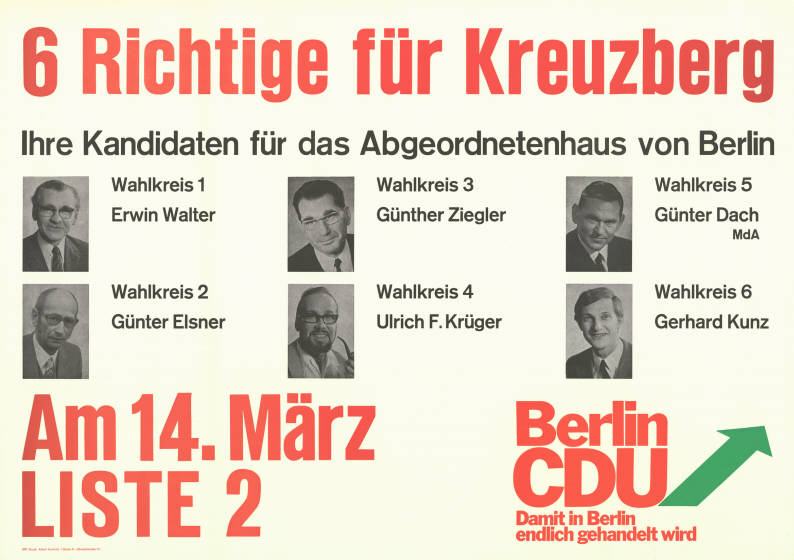
Wahlplakat der CDU Kreuzberg zur Berliner Wahl 1971

Nach dem Erhalt der Mittleren Reife macht Günter Dach eine Drogistenlehre und eine Ausbildung als technischer Fotograf und Bildberichter. Von 1936 bis 1938 und 1939 bis 1945 war er als Angehöriger der Wehrmacht in der Luftwaffe. Nach dem Zweiten Weltkrieg war er von 1946 bis 1947 Angestellter der Zentralverwaltung für Handel und Versorgung in der Sowjetischen Besatzungszone. Anschließend wurde er freier Bildberichter und Journalist und trat in die CDU ein. Gleichzeitig engagierte er sich in der Gewerkschaftsbewegung. 1949 wurde er CDU-Kreisvorsitzender und in den Landesvorstand der Berliner CDU gewählt. Von 1959 bis 1975 war er während vier Wahlperioden Mitglied des Berliner Abgeordnetenhauses, ab 1963 war er stellvertretender Vorsitzender der CDU-Fraktion. Dach dem Ältestenrat an und arbeitete im Ausschuss für Arbeit und soziale Angelegenheiten mit.
Im Hauptberuf war Dach ab 1949 zunächst Mitarbeiter der Deutschen Angestellten-Gewerkschaft (DAG) als Redakteur und Leiter der Abteilung „Presse – Werbung – Rundfunk“ und arbeitete später für die BfA, bei der er ab 1965 Leiter der Pressestelle war. Daneben war er ehrenamtlich als Arbeitsrichter tätig.
Von 1974 bis 1978 war Dach Vorstandsmitglied der Deutschen Angestellten-Krankenkasse.
Im Mai 1981 wurde ihm der Ehrentitel „Stadtältester von Berlin“ verliehen.

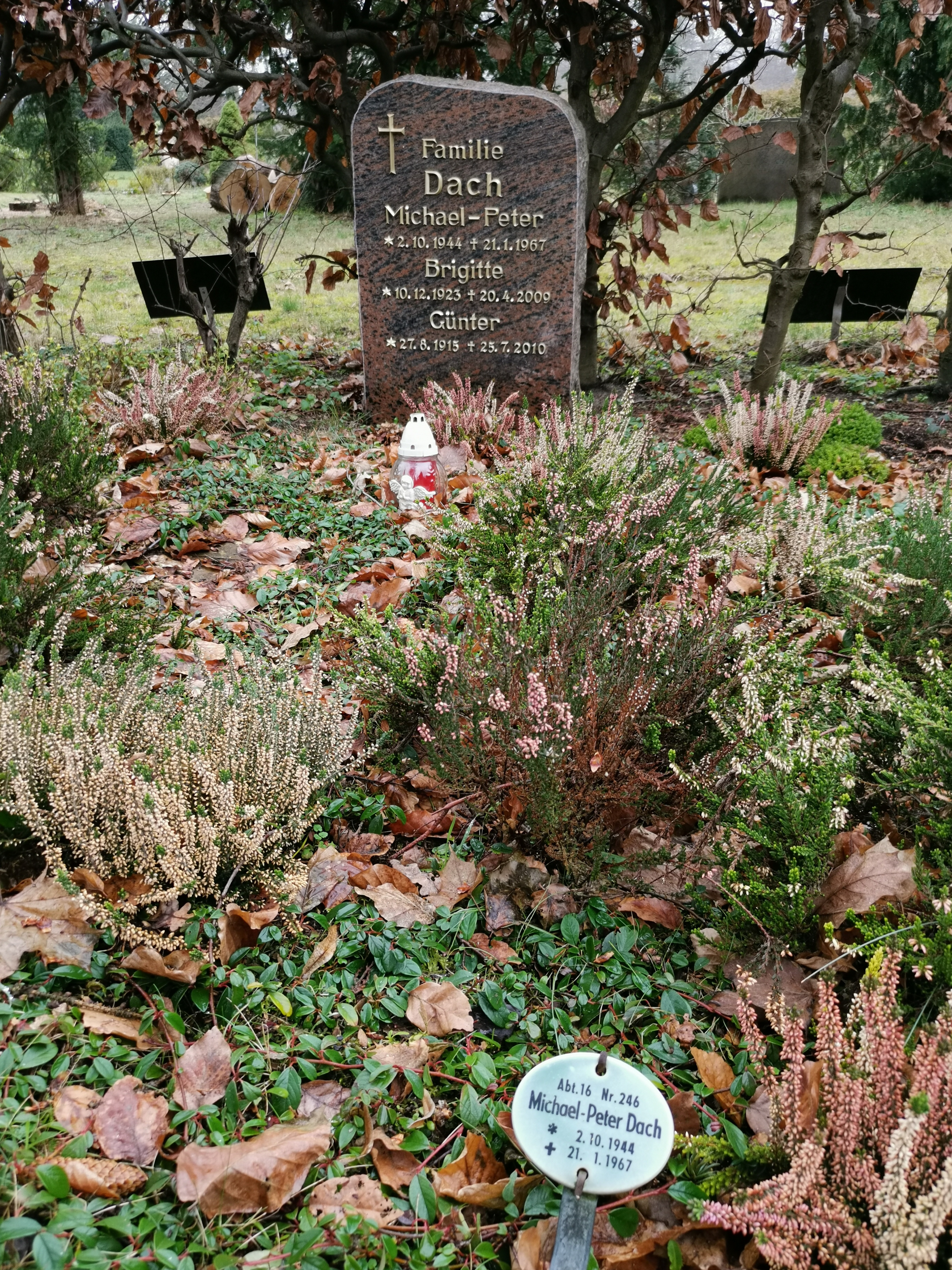
Grabstelle auf dem Neuen St. Michael-Friedhof in Tempelhof

Günter Dach war evangelisch, ab 1944 mit Brigitte Dach, geborene Radke, verheiratet und hatte drei Kinder (Michael, Wolfgang und Thomas). Er wurde auf dem Neuen St. Michael-Friedhof in Berlin-Mariendorf beigesetzt.

## Ehrungen
- 1968: Bundesverdienstkreuz am Bande
- 1974: Verdienstkreuz 1. Klasse der Bundesrepublik Deutschland
- 1981: Stadtältester von Berlin